# 26232 Antink
26232 Antink (tên chỉ định: 1998 QW8) là một tiểu hành tinh vành đai chính. Nó được phát hiện bởi dự án Nghiên cứu tiểu hành tinh gần Trái Đất Lincoln ở Socorro, New Mexico, ngày 17 tháng 8 năm 1998. Nó được đặt theo tên Suzanne Antink, an American educator ở Palo Alto, California.